# Simone Strohmayr

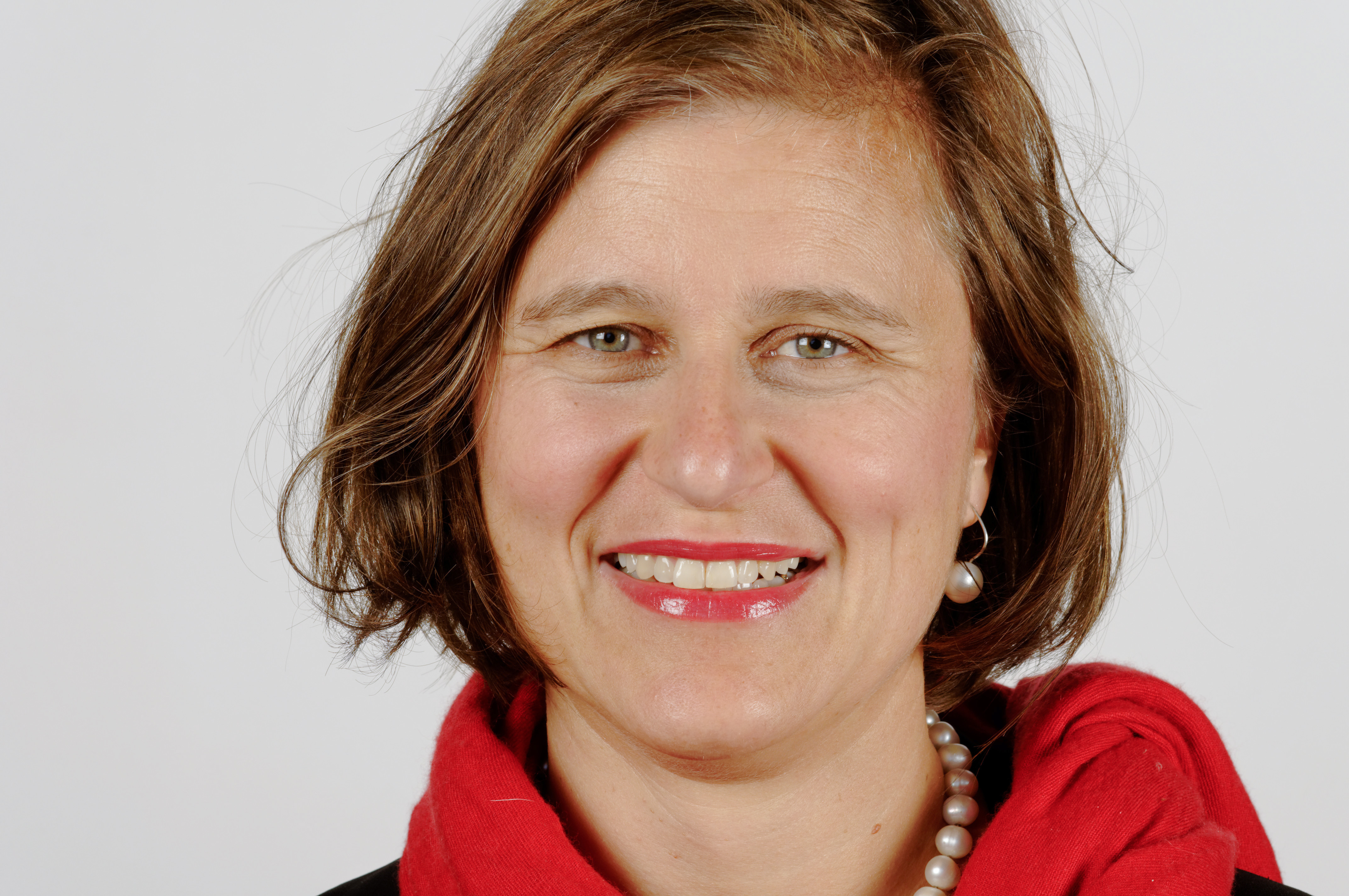
Simone Strohmayr (2012)

Simone Strohmayr geb. Leister (* 13. September 1967 in Augsburg) ist eine deutsche Politikerin (SPD) und seit 2003 Mitglied im Bayerischen Landtag.

## Leben
Strohmayr wuchs in Augsburg auf und ging auch dort zur Schule. Nach dem Jura-Studium in Augsburg und München sammelte sie erste berufliche Erfahrungen als Niederlassungsleiterin einer Anwaltskanzlei sowie als Syndikusanwältin bei der Sparkasse in Cottbus. 1998 promovierte sie zum Thema „Strafvollzug und Menschenwürde“ bei Günter Bemmann. Im Jahr 2000 erhielt sie ihre Zulassung als Rechtsanwältin und ist seither Partnerin einer Kanzlei in Augsburg. 2025 wurde ihr der Bayerische Verdienstorden verliehen. Simone Strohmayr ist verheiratet und hat drei Kinder.

## Politik
1999 trat Strohmayr in die SPD Bayern ein. Seit 2003 gehört sie dem Bayerischen Landtag für die SPD an und ist seit 2004 Vorsitzende der Arbeitsgemeinschaft sozialdemokratischer Frauen in Schwaben. 2008, 2013, 2018 und 2023 wurde sie erneut in den Landtag gewählt. Sie ist die familienpolitische Sprecherin der SPD-Landtagsfraktion. Politische Schwerpunkte sind die Familien- und Bildungspolitik. Hier ist sie Mitglied der Bayerischen Kinderkommission. Des Weiteren ist sie Mitglied des Ausschusses für Bildung und Kultus. Sie kandidierte stets im Stimmkreis Aichach-Friedberg, wurde aber jedes Mal über die Bezirksliste Schwaben in den Landtag gewählt.